# Bradshaw (Virginie-Occidentale)
Pour les articles homonymes, voir Bradshaw.
Bradshaw est une ville américaine située dans le comté de McDowell en Virginie-Occidentale. Selon le recensement de 2010, Bradshaw compte 337 habitants. La municipalité s'étend sur 0,80 milles carrés (2,07 km2), dont 0,77 milles carrés (1,99 km2) de terres.

## Histoire
La ville est nommée en référence à un pionnier qui s'est installé à l'embouchure de l'actuel Bradshaw Creek vers 1840 et dont la tombe surplombe aujourd'hui la ville,. Bradshaw devient une municipalité en décembre 1979.